# 梅普爾里弗鎮區 (北達科他州卡斯縣)
梅普爾里弗鎮區（英語：Maple River Township）是位於美國北達科他州卡斯縣的一個鎮區。

## 地方資料
梅普爾里弗鎮區的面積為92.43平方千米，當中陸地面積為92.34平方千米，而水域面積為0.09平方千米。根據2020年美國人口普查的數據，當地共有人口124人，而人口密度為每平方千米1.34人。